# Пэн Шигэ
Пэн Шигэ́ (кит. упр. 彭实戈, пиньинь Péng Shígē, род.8 декабря 1947) — китайский математик, лауреат премий.

## Биография
Его семья происходит из уезда Хайфэн провинции Гуандун (в частности, его родственником был революционер Пэн Пай), но сам он родился во время гражданской войны 8 декабря 1947 года в уезде Биньсянь провинции Шаньдун. В годы культурной революции он был среди тех, кого в 1968-1971 годах направили в сельскую местность. В 1971 году поступил в Шаньдунский университет, который закончил в 1974 году. В 1983 году воспользовался возможностью поступить в Университет Париж-Дофин во Франции, где в 1985 году получил степень Ph.D.; затем в 1986 году поработал в Университете Прованса. По возвращении в Китай был аспирантом Фуданьского университета, а с 1990 года стал профессором в Шаньдунском университете.
В 2010 году был пленарным докладчиком Международного конгресса математиков.
В 2015 году был включён в число номинантов Абелевской премии.

## Награды
- Академик Китайской академии наук (2005)